# Moji Olaiya
Moji Olaiya (27 de febrero de 1975 - 17 de mayo de 2017) fue una actriz nigeriana.

## Carrera profesional
Hija del músico Victor Olaiya (1930-2020), comenzó su carrera como actriz en la producción Super Story de Wale Adenuga. Protagonizó varias películas de Nollywood en yoruba e inglés. Fue conocida por sus papeles en películas como No Pains No Gains, en la que interpretó a Ireti, Sade Blade (2005), Nkan adun (2008) y Omo iya meta leyi (2009). En 2003 fue nominada al Reel Award como Mejor Actriz de Reparto del Año y ganó el Premio a la Mejor Actriz Revelación.
En 2016, estrenó Iya Okomi, protagonizada por Foluke Daramola y Funsho Adeolu.

## Filmografía seleccionada
- Aje nile Olokun
- Ojiji Aye
- Apaadi
- Omo Iya Meta leyi (2009)
- Nkan adun (2008)
- Sade Blade (2005)

## Vida personal
Se casó en 2007 con Bayo Okesola, pero se separaron. Se convirtió al islam en 2014.
Falleció el 17 de mayo de 2017 de un paro cardíaco en Canadá, donde había tenido a su segundo hijo justo dos meses antes. Fue enterrada el 7 de junio de 2017 según los ritos islámicos.